# Коломазь
Колома́зь або колі́сна мазь — суміш для змащування втулок коліс. Склад суміші може бути різним. Слово «коломазь» традиційно уживається щодо колісної мазі, уживаної у гужовому транспорті (вози).

## Застосовування коломазі
Ще за давніх часів, коли з'явилися перші колісниці, люди зустрілися з проблемою тертя між віссю та колесом. Для його зменшення мусили вдаватися до намащування тертьових поверхонь в'язкими речовинами, які стали прообразом коломазі.
За часів поширення гужового транспорту коломазь робили на основі дьогтю, смоли, сала та ін., зберігали в мазниці — спеціальному цеберці, яке підвішувалося під возом (мазниці на чумацьких возах також називалися лагунами). Для змащування втулок та осей коломаззю використовували квач (також відомий як мастило) — рід щітки або пензля із клоччя (ганчір'я), прикріпленого на ручці. За теперішніх часів коломазь частіше роблять на основі мінеральних олив.

## Суміші для коломазі
Існує та існувала безліч рецептів коломазі. От деякі з них.
- Дьогтьова коломазь — мазь із дьогтю, смоли та солі.
- Сальна коломазь — мазь на основі сала. Для дерев'яних осей застосовували мазь з яловичого сала та сірого мила, для залізних — з яловичого і свинячого сала з порошком графіту.
- Воскова коломазь — мазь на основі воску.
- Синтетична коломазь — мазь на основі синтетичних машинних мастил. Зараз є найбільш поширеною як у техніці, так і у гужовому транспорті.